# Hirvaslaki
Hirvaslaki är en kulle i Finland. Den ligger i Kittilä i landskapet Lappland, i den norra delen av landet, 800 km norr om huvudstaden Helsingfors. Toppen på Hirvaslaki är 330 meter över havet, eller 81 meter över den omgivande terrängen. Bredden vid basen är 4,0 km. Hirvaslaki ligger vid sjön Aakenusjärvi.
Terrängen runt Hirvaslaki är platt åt nordväst, men åt sydost är den kuperad.  Trakten runt Hirvaslaki är nära nog obefolkad, med mindre än två invånare per kvadratkilometer. Närmaste större samhälle är Levi, 12,0 km öster om Hirvaslaki. 